# Hamilton County (Texas)
Hamilton County je okres ve státě Texas v USA. K roku 2010 zde žilo 8 517 obyvatel. Správním městem okresu je Hamilton. Celková rozloha okresu činí 2 165 km².